# Mukim Batu Apoi

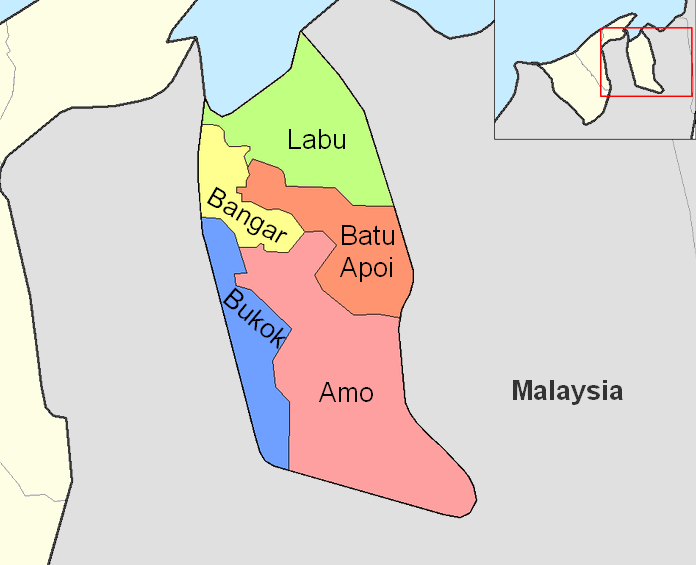
Mukimy dystryktu Temburong

Batu Apoi – mukim w środkowo-wschodniej części dystryktu Temburong w Brunei. Obecnym penghulu mukimu jest Orang Kaya Setia Ahmad Hj Lakim.
W skład mukimu wchodzi 13 wsi (mal. kampong):
- Batu Apoi
- Gadong Baru
- Lakiun
- Lamaling
- Luagan
- Negalang Iring
- Negalang Unat
- Peliunan
- Sekurop
- Selapon
- Sungai Bantaian
- Sungai Radang
- Tanjong Bungar